# Hjälmelidssjön
Hjälmelidssjön är en sjö i Munkedals kommun i Dalsland och ingår i Örekilsälvens huvudavrinningsområde. Sjön är 7 meter djup, har en yta på 0,03 kvadratkilometer och är belägen 146,2 meter över havet.